# Tessa Hann
Pour les articles homonymes, voir Hann.
Pas d'image ? Cliquez ici

a Compétitions nationales et continentales officielles uniquement.

b Matchs officiels uniquement.
Dernière mise à jour le 19 août 2024.
Tessa Hann est une joueuse internationale américaine de rugby à XV qui évolue au poste de troisième ligne.

## Biographie
Originaire de Denver, Tessa Hann joue au rugby à XV pour l'équipe des Wildcats de l'université du Centre de Washington. Elle est nommée All American[Quoi ?] trois années de suite. En 2023, elle est appelée pour jouer avec les Falcons, la sélection américaine des moins de 23 ans.
En 2024, elle est sélectionnée avec les États-Unis pour la tournée au Japon, en remplacement de Sophie Lamphier, blessée. Elle obtient sa première cape lors du deuxième test-match (victoire 11 à 8).

## Palmarès
- Nommée dans la deuxième équipe universitaire de l'année en 2021.
- Nommée dans l'équipe universitaire de l'année en 2022, 2023 et 2024.